# لطيفة القعود
لطيفة محمد القعود (مواليد 1956) سياسية بحرينية.

## السيرة
ولد علي في مدينة الرفاع الشرقي في عام 1956. حصلت على بكالوريوس إدارة أعمال من جامعة حلوان المصرية عام 1977 وماجستير في الإدارة المالية من جامعة نوتنجهام البريطانية عام 1996 ودبلوم في التخطيط الاستراتيجي من المنظمة العربية للتنمية الإدارية المصرية عام 2005 ودبلوم الإدارة التنفيذية العليا من كلية داردن لإدارة الأعمال بجامعة فيرجينيا الأمريكية عام 2006.
عملت مسؤولة التقاعد العسكري بوزارة المالية من 1978 إلى 1981. ثم ترقت إلى مراقبة للحسابات العامة للدولة من 1981 إلى 1985. ثم ترقت إلى رئيسة قسم مدفوعات المشاريع من 1985 إلى 1993. ثم ترقت إلى نظيرة خبير في وحدة الاسواق المالية من 1993 إلى 1996. ثم ترقت إلى رئيسة قسم التدريب والتطوير من 1996 إلى 2003. ثم ترقت إلى مديرة الموارد البشرية والمالية من 2003 إلى 2006. في انتخابات مجلس النواب لعام 2002 خسرت مقعد الدائرة الأولى في المحافظة الجنوبية في جولة الإعادة بعدما جمعت 1393 صوت ما نسبته 45.43% وبفارق 280 صوت عن رجل الدين السلفي جاسم السعيدي. وفي انتخابات عام 2006 فازت بمقعد الدائرة السادسة عن المحافظة الجنوبية بالترزكية بعد انسحاب جميع المترشحين لتصبح أول امرأة في تاريخ البلاد عضوة في مجلس النواب. وفي انتخابات عام 2010 فازت مجددا بمقعدها عن طريق التزكية.